# Ferrocarril de Entre Ríos

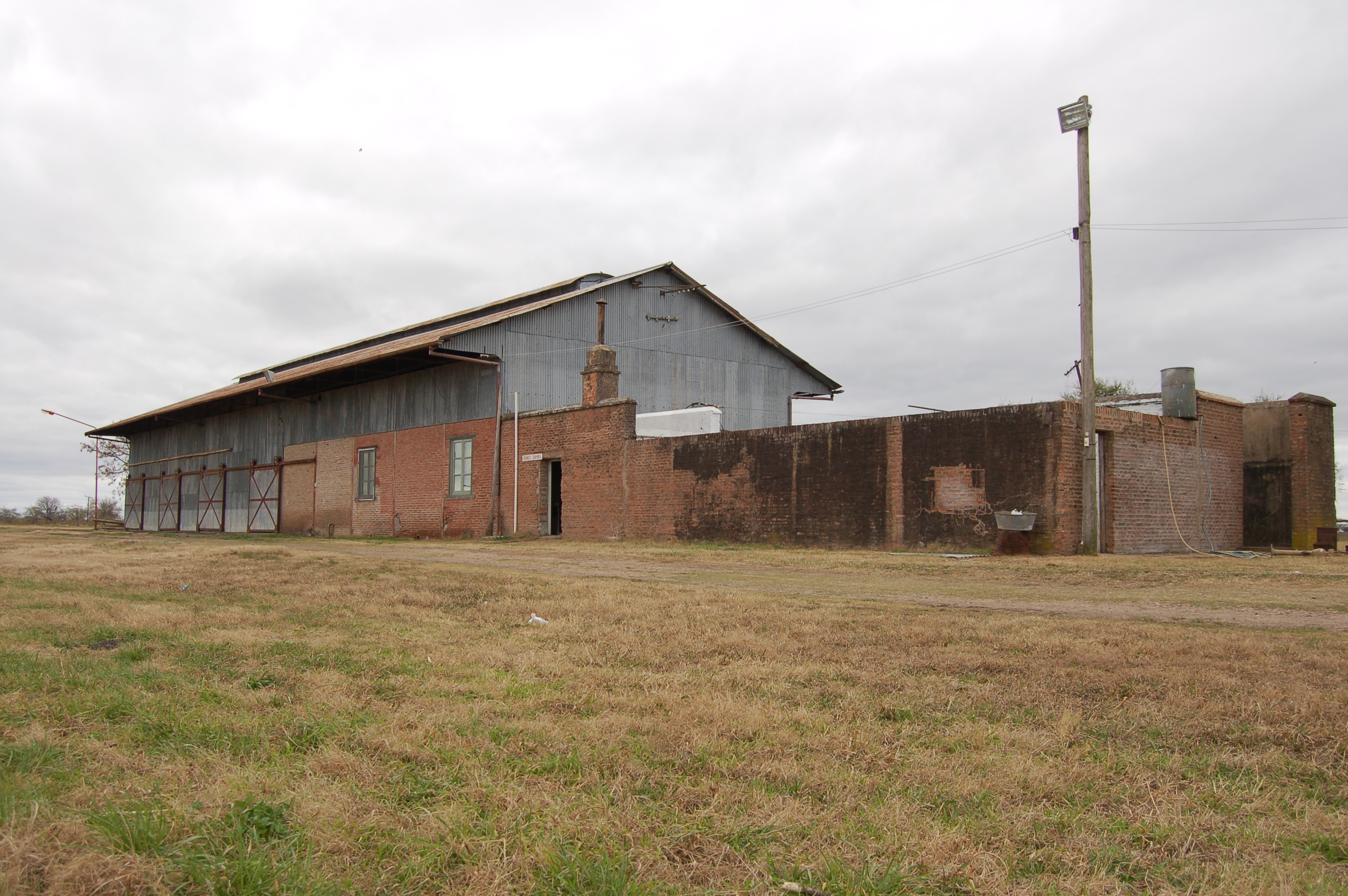
Estación Primero de Mayo

El Ferrocarril de Entre Ríos (FCER) (en inglés: The Entre Rios Railway Company Limited) fue una compañía de capitales británicos que operó y construyó en parte a partir de 1892 una red ferroviaria de trocha media (1435 mm) en la provincia de Entre Ríos en Argentina. En 1948 el Ferrocarril de Entre Ríos fue estatizado pasando a integrar desde el 1 de marzo de 1949 parte del Ferrocarril General Urquiza.

## Historia
El Gobierno provincial suspendió el pago de intereses y una ley provincial del 29 de octubre de 1890 autorizó al Poder Ejecutivo a vender el Ferrocarril Central Entrerriano. El 1 de mayo de 1891 el gobernador Sabá Hernández firmó un convenio con los tenedores de bonos de los empréstitos para la construcción del ferrocarril (Murrieta & Co. de Londres) para cederles el mismo a cambio de los bonos que poseían por un monto de 3 276 400 libras esterlinas. El 24 de agosto de 1891 el convenio fue formalizado por contrato con el representante de los bonistas británicos Chevalier Boutell. El 1 de septiembre de 1891 la Legislatura provincial aprobó el contrato. El 28 de octubre de 1891 el Congreso Nacional sancionó la ley n.º 2843 por la cual se exoneró por 30 años de todo impuesto al Ferrocarril Central Entrerriano. El 29 de enero de 1892 un decreto provincial dispuso la entrega de la línea ferroviaria a sus nuevos dueños, empresa que tomó el nombre de The Entre Rios Railways Company Limited (Ferrocarril de Entre Ríos) y que tomó posesión el 1 de febrero de 1892.
El 21 de marzo de 1893 el presidente Luis Sáenz Peña autorizó por decreto al Ferrocarril de Entre Ríos a construir un desvío al muelle del puerto de Concepción del Uruguay. Las vías interiores del puerto fueron mandadas a construir por decreto del 6 de noviembre de 1902. El 31 de diciembre de 1894 otro decreto autorizó la construcción de un ramal al muelle del puerto de Gualeguaychú. La ley nacional n.º 3183 sancionada el 16 de noviembre de 1894 autorizó al Ferrocarril de Entre Ríos a construir obras de defensa, un muelle, depósitos y oficinas en Bajada Grande, obras que fueron habilitadas el 13 de octubre de 1896. El 29 de marzo de 1898 un decreto provincial autorizó la construcción de la estación Paracao (km 14) cerca de un campamento del Ejército Argentino. Un decreto del 25 de abril de 1891 cambió el nombre de la estación Juárez Celman a Tezanos Pinto, derogado el 29 de enero de 1892 y reafirmado el 21 de agosto de 1899 con fecha efectiva al 1 de octubre.
La ley n.º 3336 del 31 de diciembre de 1895 autorizó la venta del Ferrocarril Primer Entrerriano al Ferrocarril de Entre Ríos por la suma de 35 000 pesos oro sellados. El 13 de febrero de 1896 un decreto ordenó la entrega de este ferrocarril de 10 km entre Gualeguay y Puerto Ruiz. 
El 5 de noviembre de 1898 fue firmado el contrato para la construcción de una línea entre la estación Gobernador Sola y San José de Feliciano, aprobado por ley del 17 de noviembre de 1898. El 12 de octubre de 1899 fue librada al servicio la estación Gobernador Maciá en la 1° sección de la línea inaugurada el día anterior desde Sola. La segunda sección desde Maciá hasta Raíces fue inaugurada el 18 de febrero de 1932.
El 18 de marzo de 1901 un decreto del gobernador Leonidas Echagüe aprobó la construcción de un ramal entre Villaguay, o un punto intermedio entre esta estación y Domínguez, hasta Concordia para empalmar con el Ferrocarril Argentino del Este. El 18 de marzo de 1901 fue firmado el contrato con el administrador del Ferrocarril de Entre Ríos Follet Holt, que fue aprobado por ley provincial el 10 de mayo de 1901. El 5 de diciembre de 1901 fue librado al servicio el primer tramo de 18.5 km entre el empalme cerca de Villaguay con la estación Clara. El 25 de enero de 1902 fue librado al servicio el 2° tramo de 20.347 km entre Clara y estación Jubileo. El 3° tramo entre Jubileo y San Salvador fue autorizado al servicio el 22 de marzo de 1902, el 3 de mayo de 1902 el 4° tramo entre San Salvador y General Campos y el 9 de junio de 1902 de General Campos a Yeruá. El 23 de septiembre de 1902 fue habilitado el empalme con el Ferrocarril Argentino del Este en Concordia, inaugurándose el último tramo el 4 de octubre de 1902.
A fin de poder llevar adelante obras de ampliación, en 1906 la empresa ferroviaria firmó un convenio con el Gobierno de Entre Ríos por el cual fue prorrogada la excepción impositiva y recibió un empréstito de 1 000 000 de pesos al 5% de interés en bonos provinciales.
En 1906 el Ferrocarril Central de Buenos Aires firmó un convenio con el Ferrocarril de Entre Ríos para que las formaciones de este ferrocarril circularan entre Zárate y Buenos Aires por las vías del primero una vez que se lograra la conexión con ferrobarcos desde Puerto Ibicuy. Para poder realizar esta conexión el Ferrocarril de Entre Ríos construyó un ramal desde Las Colas —cerca de Gualeguay— hasta Puerto Ibicuy, incluyendo un puente metálico de 835 m de largo sobre el río Gualeguay. El ramal fue inaugurado progresivamente: desde Las Colas hasta Enrique Carbó el 10 de octubre de 1906, desde Carbó hasta Médanos el 1 de febrero de 1907, desde Médanos hasta estación Holt el 27 de diciembre de 1907 y el 15 de marzo de 1908 desde Holt hasta el embarcadero de Puerto Ibicuy pasando el primer tren de cargas en ferrobarco hasta la estación Zárate Bajo del Ferrocarril Central de Buenos Aires, quedando también inaugurada la conexión con este ferrocarril. El 29 de mayo de 1908 fue inaugurada oficialmente la conexión con ferrobarcos entre Zárate y Puerto Ibicuy pasando el primer tren de pasajeros proveniente de Paraná. El 1 de diciembre de 1909 se inauguró el ramal entre Parera y Carbó.
En el ramal de Caseros a Villa Elisa fue concluida la obra el 14 de mayo de 1907 e inaugurado el 21 de julio de 1907 (desafectado del servicio en julio de 1980). Desde Crespo hasta Hasenkamp fue inaugurado el 26 de agosto de 1907, y de Villa Elisa a San Salvador el 2 de julio de 1912.
Un decreto del gobernador Enrique Carbó Ortiz en julio de 1906 dispuso:

Siendo conveniente la denominación de las estaciones del ramal de Ferro-Carril de Crespo a Hasenkamp, el gobernador de la provincia decreta: Artículo 1º Las estaciones del ramal del Ferro-Carril mencionado se denominan: 1ª, en el kilómetro 17 ‘Estación Seguí’; 2ª, en el kilómetro 38,23990 ‘Estación Viale’; 3ª, en el kilómetro 57,850 ‘Estación María Grande’; 4ª, en el kilómetro 77,350 ‘Estación Hasenkamp’.

Al 30 de junio de 1911 tenía 62 locomotoras, 90 coches de pasajeros y 1277 vagones y al 30 de junio de 1912 eran 66, 91 y 1444, respectivamente.
En 1915 la empresa pasó a tener una administración común con el Ferrocarril Nordeste Argentino. El gobierno de Juan Domingo Perón con la firma de Miguel Miranda y del representante de las compañías ferroviarias de capital británico, John Montague Eddy, el 13 de febrero de 1947 firmó el acta de compra (Convenio Miranda-Eddy) de los ferrocarriles de propiedad británica, entre ellos el Ferrocarril de Entre Ríos, y pagó por todos sus activos 4 208 757 libras esterlinas. Por decreto nacional n.º 5789/48 de 28 de febrero de 1948 se dispuso que el 1 de marzo de 1948 el Gobierno argentino tomara formal posesión de los ferrocarriles británicos.
Las dos empresas nacionalizadas fueron fusionadas con otras compañías para formar el Ferrocarril Nacional General Urquiza el 1 de marzo de 1949. La administración del Ferrocarril de Entre Ríos se halló en Paraná hasta que al ser fusionada con el Ferrocarril Nordeste Argentino fue creada una administración conjunta en Concordia el 15 de febrero de 1915.
Hacia 1925 el ferrocarril tenía en operación 90 locomotoras a vapor de carbón.
Un decreto del Gobierno nacional de 8 de junio de 1929 dispuso que el ramal Crespo-Hasenkamp fuera expropiado para unir los ramales de las Líneas del Este de los Ferrocarriles del Estado: Diamante-Crespo y Hasenkamp-Curuzú Cuatiá. El 1 de julio de 1929 se hizo efectiva la expropiación.
El 5 de mayo de 1929 fue inaugurado el servicio de cargas con ferrobarcos del Ferrocarril de Entre Ríos entre el embarcadero de Puerto Ibicuy y un embarcadero en Dock Sud en el Puerto de Buenos Aires, utilizándose los ferrobarcos Carmen Avellaneda, Delfina Mitre y Dolores de Urquiza que hacían el viaje por el río Paraná Guazú y el Río de la Plata. Desde el embarcadero de Dock Sud las vías llegaban al frigorífico Anglo, hasta donde se trasladaba ganado en pie.

## Cronología de inauguración de ramales
- 13 de febrero de 1896, incorporación del Ferrocarril Primer Entrerriano.
- 12 de octubre de 1899, tramo entre las estaciones Gobernador Sola y Gobernador Maciá.
- 5 de diciembre de 1901, tramo entre el empalme cerca de Villaguay con la estación Clara.
- 25 de enero de 1902, tramo entre las estaciones Clara Jubileo.
- 22 de marzo de 1902, tramo entre las estaciones Jubileo y San Salvador.
- 3 de mayo de 1902, tramo entre las estaciones San Salvador y General Campos.
- 9 de junio de 1902, tramo entre las estaciones General Campos y Yeruá.
- 23 de septiembre de 1902 (provisorio) 4 de octubre de 1902 (oficial), tramo entre las estaciones Yeruá y Concordia del Ferrocarril Argentino del Este en Concordia.
- 10 de octubre de 1906, tramo entre el desvío Las Colas y la estación Enrique Carbó.
- 1 de febrero de 1907, tramo entre las estaciones Carbó y Médanos.
- 21 de julio de 1907, tramo entre las estaciones Caseros y Villa Elisa.
- 26 de agosto de 1907 (habilitado el 1 de septiembre de 1907), ramal entre las estaciones Crespo y Hasenkamp.
- 27 de diciembre de 1907, tramo entre las estaciones Médanos y Holt.
- 15 de marzo de 1908, tramo entre la estación Holt y el embarcadero de Puerto Ibicuy pasando el primer tren en ferrobarco hasta la estación Zárate Bajo del Ferrocarril Central de Buenos Aires. El 29 de mayo de 1908 fue inaugurada oficialmente la conexión.
- 1 de diciembre de 1909, ramal entre Parera y Carbó.
- 2 de julio de 1912, tramo entre las estaciones Villa Elisa y San Salvador.
- 9 de febrero de 1926 el Gobierno nacional autorizó por decreto la clausura del ramal a la Estación Gualeguay Central, que fue desmantelada, y Gualeguay-Tala pasó a ser la cabecera del ramal a Puerto Ruiz.
- 5 de mayo de 1929, inauguración del servicio de cargas con ferrobarcos entre el embarcadero de Puerto Ibicuy y un embarcadero en Dock Sud en el Puerto de Buenos Aires.
- 1 de julio de 1929, pérdida por expropiación a las Líneas del Este de los Ferrocarriles del Estado del ramal entre las estaciones Crespo y Hasenkamp.
- 18 de febrero de 1932, inauguración de la sección desde Maciá hasta Raíces.

## Ramales

### Comprado al Ferrocarril Primer Entrerriano
- El ramal Gualeguay-Puerto Ruiz, de 9,8 km, comprende las estaciones: Gualeguay Central, Puerto Ruiz.

### Comprados al Ferrocarril Central Entrerriano
El decreto de transferencia del 29 de enero de 1892 especifica los ramales con sus estaciones y kilometrajes:
Línea Central (ramal Paraná-Concepción del Uruguay), de 286 km, comprendía desde Bajada Grande (kilómetro 0) las estaciones: Paraná (km 6,250), Juárez Celman (km 22, luego Tezanos Pinto), General Racedo (km 50), Gobernador Crespo (km 53), General Ramírez (km 74), Hernández (km 102), Nogoyá (km 127), Lucas González (km 153), Gobernador Sola (km 174), Rosario-Tala (km 196), Rocamora (km 213), Gobernador Basavilbaso (km 223), 1.º de Mayo (luego Villa Mantero, km 236), Nicolás Herrera (km 248), Caseros (km 262), Uruguay (km 286). Las estaciones Paraná y Uruguay eran de 1ª categoría, las de Nogoyá y Rosario-Tala de 2ª, la de Nicolás Herrera de 4ª y las demás de 3ª categoría. En 1901 las estaciones de este ramal eran: Bajada Grande, Paraná, Paracao, Tezanos Pinto, Las Delicias, Racedo, Crespo, Camps, Ramírez, Aranguren, Hernández, Nogoyá, 20 de Septiembre, Lucas González, Sola, Tala, Rocamora, Gobernador Basavilbaso, Villa Mantero, Herrera, Caseros, Uruguay, Muelle Nacional de Concepción del Uruguay. 
Ramal Victoria (ramal Nogoyá-Victoria), de 48,3 km, comprendía desde la Estación Nogoyá las estaciones: Gobernador Febre (km 143), Gobernador Antelo (km 156), Victoria (km 176), siendo esta de 2.ª categoría y las otras dos de 2.º. En 1901 las estaciones de este ramal eran: Nogoyá, Febre, Antelo, Victoria.
Ramal Gualeguay (ramal Rosario del Tala-Gualeguay), de 110 km, comprendía desde la Estación Rosario-Tala las estaciones: Gobernador Echagüe (km 211), Gobernador Mansilla (km 230), General Galarza (km 251), General Basavilbaso (luego González Calderón, km 282), Gualeguay (luego Gualeguay-Tala, km 304), desde donde empalmaba con el Ferrocarril Primer Entrerriano. La Estación Gualeguay era de 2.ª categoría y las demás de 3.º. En 1901 las estaciones de este ramal se denominaban: Tala, Echagüe, Mansilla, Galarza, San Julián, General Basavilbaso, Gualeguay Tala.
Ramal Gualeguaychú, de 100,6 km, comprendía desde la Estación Gobernador Basavilbaso las estaciones: Torcuato Gilbert (km 244), General Urdinarrain (km 261), General Almada (km 284), General Palavecino (km 306), Gualeguaychú (km 323). Esta última de 2.ª categoría y las demás de 3.º. En 1901 las estaciones de este ramal eran: Gobernador Basavilbaso, T. Gilbert, Urdinarrain, Pastor Britos, Almada, Palavecino, Gualeguaychú.
Ramal Villaguay, de 61,7 km, comprendía desde la Estación Gobernador Basavilbaso las estaciones: Gobernador Urquiza (km 244), Gobernador Domínguez (km 268), Villaguay (luego Villaguay Central, km 285). Esta última de 2.ª categoría y las demás de 3.º. En 1901 las estaciones de este ramal se denominaban: Gobernador Basavilbaso, Urquiza, Las Moscas, Domínguez, Villaguay.

### Construidos por el Ferrocarril de Entre Ríos
- Desde la estación Bajada Grande al muelle se construyó un ramal de 0.5 km.[15] El ramal desde la Estación Victoria al Puerto de Victoria era de 2.9 km.

- El ramal Gobernador Sola-Raíces, de 53 km, comprende las estaciones: Gobernador Sola, Maciá, Guardamonte, Durazno, Raíces.

- El ramal Villaguay-Concordia comprende las estaciones: Villaguay Este, Clara, Jubileo, San Salvador, General Campos, Yeruá, Yuquerí, Concordia Central.

- El ramal Gualeguay-Puerto Ibicuy comprende las estaciones: Empalme Las Colas, Enrique Carbó, Médanos, Apeadero km 340, Libertador General San Martín, Holt, Puerto Ibicuy, empalme por ferry-boat con el Ferrocarril Central Buenos Aires.

- El ramal Caseros - San Salvador comprende las estaciones: Caseros, Pronunciamiento, Primero de Mayo, Elisa, La Clarita, Arroyo Barú, San Salvador.

- El ramal Crespo-Hasenkamp, de 80 km, comprende las estaciones: Crespo, Seguí, Viale, Tabossi, Sosa, María Grande, El Pingo, Hasenkamp.

- El ramal Carbó-Parera comprende las estaciones: Enrique Carbó, Larroque, Irazusta, Faustino Parera.